# Jornades Internacionals de Corti

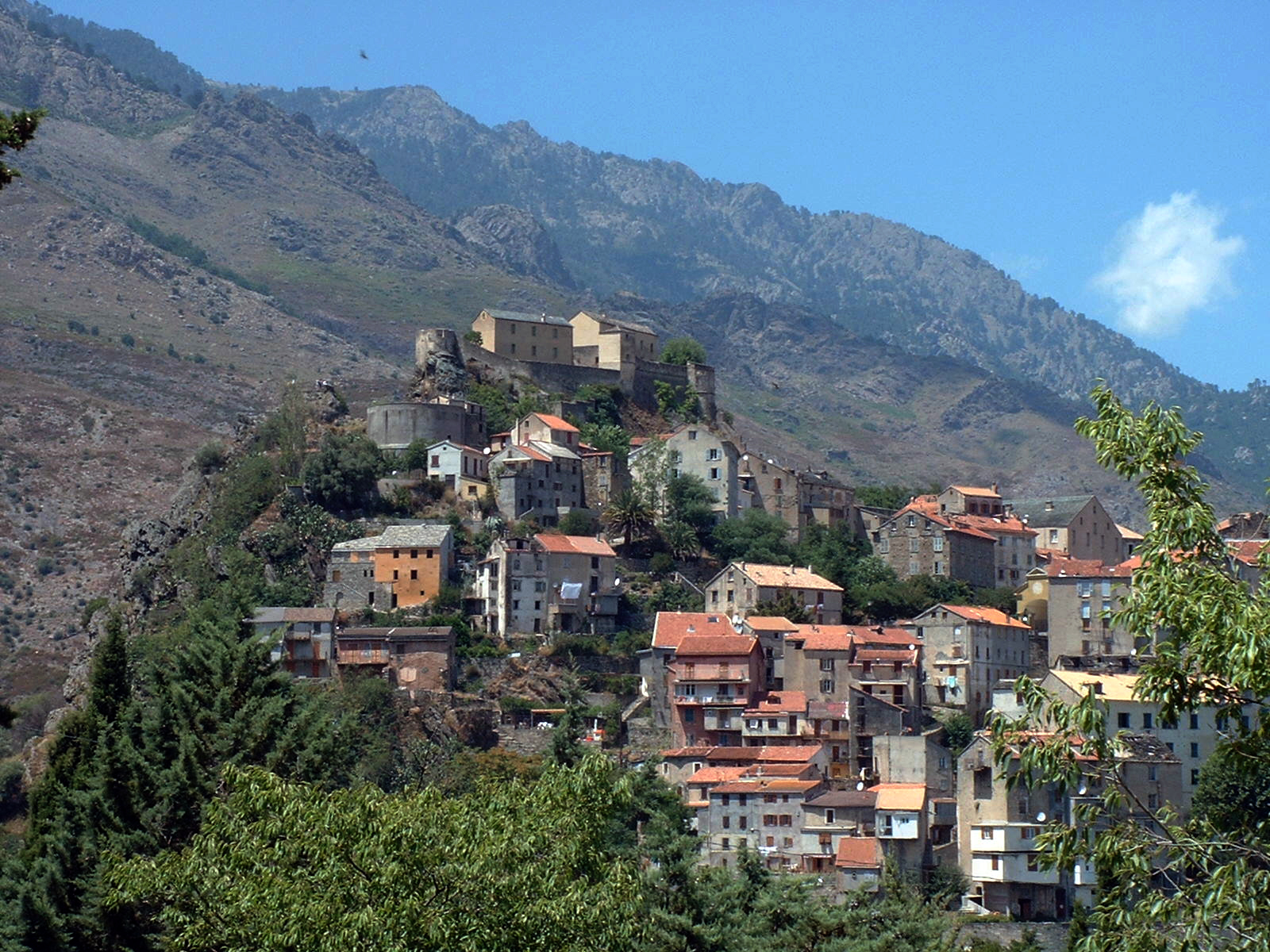
El poble de Corti, on té lloc la trobada.

Jornades Internacionals de Corti (en cors: Ghjurnate Internaziunale di Corti; en francès: Journées internationales de Corte; en italià: Giornate internazionali di Corte) és una celebració anyal celebrada a la ciutat de Corti (Còrsega) des de 1987. Originalment i sota el nom de Jornades del Poble cors (Ghjurnate di u Popolu Corsu), la seva finalitat era només la reivindicació de la llengua corsa i del nacionalisme cors, però ara també serveix de punt de trobada d'independentismes, ja que amb el temps s'ha transformat en un esdeveniment transnacional on hi participen no només organitzacions nacionalistes corses sinó també moviments independentistes d'arreu del món: bretons, catalans, èuscars, gallecs, gal·lesos, irlandesos, kurds, occitans, sards, sicilians, tirolesos, alsacians i canacs, entre d'altres. És coneguda com una cimera de nacions sense estat i se l'ha anomenat també «Cimera independentista internacional a Còrsega».

## Participants
- Azawad: Moviment Nacional per l'Alliberament de l'Azawad - MNLA (en amazic: ⵜⴰⵏⴾⵔⴰ ⵏ ⵜⵓⵎⴰⵙⵜ ⴹ ⴰⵙⵏⵏⴰⵏⵏⵓ ⵏ ⴰⵣⴰⵓⴷ; en àrab: الحركة الوطنية لتحرير أزواد; en francès: Mouvement National pour la Libération de l'Azawad, 2015).[4]
- Bretanya: Emgann (2006).
- Escòcia: Partit Nacional Escocès - SNP (Scottish National Party; en gaèlic escocès: Pàrtaidh Nàiseanta na h-Alba, 2003-2004); Partit Socialista Escocès (2005); Partit Alba (2022).
- Irlanda: Sinn Féin (2010-2011).
- Biafra: IPOB (Indigenous People of Biafra, 2022).
- Cabília: Moviment per l'Autodeterminació de la Cabília o MAK (Amussu i ufraniman n tmurt n iqbayliyen / Mouvement pour l‘autodétermination de la Kabylie, 2009); MAK SudFrance (2022).
- Còrsega: Cunsulta di i Cumitati Naziunalisti - CCN (1981-1983),[4] Muvimentu Corsu per l'Autodeterminzaione - MCA (1984-1986),[4] Unió del Poble Cors (Unione di u Populu Corsu, UPC, 1985-86),[4] Corsica Nazione (...-2004), Corsica Nazione Indipendente (2005-2008), FLNC UC (2008), Corsica Libera (2009-2011, 2022), Associu Sulidarità (2022).
- Guiaina: Moviment de Descolonització i d'Emancipació Social - MDES (2022).
- Kanaky: Unió Sindical de Treballadors i Explotats Canacs - USTKE (2008,2010), Front d'Alliberament Nacional Canac Socialista - FLNKS (2010, 2022), Unió Nacional del Poble Canac - Union Nationale du Peuple Kanak - UNPK (2010), Partit Laborista Canac (2010).
- Kurdistan: Congrés Nacional Kurd - KNC o CNK (2015), Partit Democràtic del Poble - HDP o PDG (en turc: Halkların Demokratik Partisi o HDP; en kurd: Partiya Demokratik a Gelan)
- Països Catalans: Esquerra Republicana de Catalunya (2005-2007, 2009-2010, 2014, 2016-2019), Joventuts d'Esquerra Republicana de Catalunya (2007-2008), Estat Català (2000-2019, 2022), Comitè Català de Solidaritat Internacionalista (2006, 2010), Solidaritat Catalana per la Independència - SI[5] (2011); Consell per la República (2022), Associació de Municipis per la Independència - AMI (2022); Assemblea Nacional Catalana - ANC (2022).
- País Èuscar: Batasuna (2005-2006, 2010-2011), Askatasuna (2008, 2010-2011), Segi (2010), Autonomia Eraiki (2010); EH Bildu (Hegoalde, País Basc Sud, 2022); EH Bai (Iparralde, País Basc Nord, 2022).
- Sardenya: Indipendèntzia Repùbrica de Sardigna - iRS (2005-2007, 2010-2019, 2021, 2022), Sardigna Natzione Indipendentzia - SNI (2005-2006, 2010-2019, 2022), Partidu Sardu d'Azione - PSd'Az (2011), «Est Ora!» (combinació de ProgReS - Progetu Republica, Torra! i l'iRS mencionat a dalt, 2021); ProgReS (Progetu Republica, 2022).
- Sicília: Front Nacional Sicilià-Sicília Independent (2008)
- Tahití: Tavini Huiraatira (2006,2011, 2022)

### Taula de participants per any
Alguns dels pobles i participants de les jornades en el transcurs de la seva història en format taula, per any i nació o poble. L'any 2020 foren anul·lades pel COVID-19, i el 2021 foren mixtes - presencials i virtuals:
|      | Azawad | Biafra | Bretanya | Cabília        | Còrsega                            | Escòcia                   | Guaiana | Irlanda | Kanaky | Kurdistan            | Països Catalans                                  | País Èuscar | Sardenya                       | Sicília                                       | Tahití |
| 1981 |        |        |          |                | CNN                                |                           |         |         |        |                      |                                                  |             |                                |                                               |        |
| 1982 |        |        |          |                | CNN                                |                           |         |         |        |                      |                                                  |             |                                |                                               |        |
| 1983 |        |        |          |                | CNN                                |                           |         |         |        |                      |                                                  |             |                                |                                               |        |
| 1984 |        |        |          |                | MCA                                |                           |         |         |        |                      |                                                  |             |                                |                                               |        |
| 1985 |        |        |          |                | MCA, UPC                           |                           |         |         |        |                      |                                                  |             |                                |                                               |        |
| 1986 |        |        |          |                | MCA, UPC                           |                           |         |         |        |                      |                                                  |             |                                |                                               |        |
| 1987 |        |        |          |                | MCA, UPC                           |                           |         |         |        |                      |                                                  |             |                                |                                               |        |
| 1988 |        |        |          |                |                                    |                           |         |         |        |                      |                                                  |             |                                |                                               |        |
| 1989 |        |        |          |                |                                    |                           |         |         |        |                      |                                                  |             |                                |                                               |        |
| 1990 |        |        |          |                |                                    |                           |         |         |        |                      |                                                  |             |                                |                                               |        |
| 1991 |        |        |          |                |                                    |                           |         |         |        |                      |                                                  |             |                                |                                               |        |
| 1992 |        |        |          |                |                                    |                           |         |         |        |                      |                                                  |             |                                |                                               |        |
| 1993 |        |        |          |                |                                    |                           |         |         |        |                      |                                                  |             |                                |                                               |        |
| 1993 |        |        |          |                |                                    |                           |         |         |        |                      |                                                  |             |                                |                                               |        |
| 1994 |        |        |          |                |                                    |                           |         |         |        |                      |                                                  |             |                                |                                               |        |
| 1995 |        |        |          |                |                                    |                           |         |         |        |                      |                                                  |             |                                |                                               |        |
| 1996 |        |        |          |                |                                    |                           |         |         |        |                      |                                                  |             |                                |                                               |        |
| 1997 |        |        |          |                |                                    |                           |         |         |        |                      |                                                  |             |                                |                                               |        |
| 1998 |        |        |          |                |                                    |                           |         |         |        |                      |                                                  |             |                                |                                               |        |
| 1999 |        |        |          |                |                                    |                           |         |         |        |                      |                                                  |             |                                |                                               |        |
| 2000 |        |        |          |                |                                    |                           |         |         |        |                      | Estat Català                                     |             |                                |                                               |        |
| 2001 |        |        |          |                |                                    |                           |         |         |        |                      | Estat Català                                     |             |                                |                                               |        |
| 2002 |        |        |          |                |                                    |                           |         |         |        |                      | Estat Català                                     |             |                                |                                               |        |
| 2003 |        |        |          |                |                                    | Partit Nacional Escocès   |         |         |        |                      | Estat Català                                     |             |                                |                                               |        |
| 2004 |        |        |          |                | Corsica Nazione                    | Partit Nacional Escocès   |         |         |        |                      | Estat Català                                     |             |                                |                                               |        |
| 2005 |        |        |          |                | Corsica Nazione Indipendente       | Partit Socialista Escocès |         |         |        |                      | ERC, Estat Català                                |             | iRS, Sardigna Natzione         |                                               |        |
| 2006 |        |        |          |                | Corsica Nazione Indipendente       |                           |         |         |        |                      | ERC, Estat Català, CCSI                          |             | iRS, Sardigna Natzione         |                                               |        |
| 2007 |        |        |          |                | Corsica Nazione Indipendente       |                           |         |         |        |                      | ERC, JERC, Estat Català                          |             | iRS                            |                                               |        |
| 2008 |        |        |          |                | FLNC UC                            |                           |         |         |        |                      | JERC, Estat Català                               |             |                                | Front Nacional Sicilià - Sicília Inde-pendent |        |
| 2009 |        |        |          | MAC            | Corsica Libera                     |                           |         |         |        |                      | ERC, Estat Català                                |             |                                |                                               |        |
| 2010 |        |        |          |                | Corsica Libera                     |                           |         |         |        |                      | ERC, Estat Català, CCSI                          |             | iRS, Sardigna Natzione         |                                               |        |
| 2011 |        |        |          |                | Corsica Libera                     |                           |         |         |        |                      | Estat Català, SI                                 |             | iRS, Sardigna Natzione, PSd'Az |                                               |        |
| 2012 |        |        |          |                |                                    |                           |         |         |        |                      | Estat Català                                     |             | iRS, Sardigna Natzione         |                                               |        |
| 2013 |        |        |          |                |                                    |                           |         |         |        |                      | Estat Català                                     |             | iRS, Sardigna Natzione         |                                               |        |
| 2014 |        |        |          |                |                                    |                           |         |         |        |                      | ERC, Estat Català                                |             | iRS, Sardigna Natzione         |                                               |        |
| 2015 | MNLA   |        |          |                |                                    |                           |         |         |        | KNC o CNK, PDG o HDP | Estat Català                                     |             | iRS, Sardigna Natzione         |                                               |        |
| 2016 |        |        |          |                | Associu Sulidarità                 |                           |         |         |        |                      | ERC, Estat Català                                |             | iRS, Sardigna Natzione         |                                               |        |
| 2017 |        |        |          |                | Associu Sulidarità                 |                           |         |         |        |                      | ERC, Estat Català                                |             | iRS, Sardigna Natzione         |                                               |        |
| 2018 |        |        |          |                | Associu Sulidarità                 |                           |         |         |        |                      | ERC, Estat Català                                |             | iRS, Sardigna Natzione         |                                               |        |
| 2019 |        |        |          |                |                                    |                           |         |         |        |                      | ERC, Estat Català                                |             | iRS, Sardigna Natzione         |                                               |        |
| 2020 |        |        |          |                |                                    |                           |         |         |        |                      |                                                  |             |                                |                                               |        |
| 2021 |        |        |          | MAC Sud France | Associu Sulidarità                 |                           |         |         |        |                      |                                                  |             | iRS                            |                                               |        |
| 2022 |        |        |          |                | Corsica Libera, Associu Sulidarità |                           |         |         |        |                      | ANC, AMI, Consell per la República, Estat Català |             | iRS, Sardigna Natzione         |                                               |        |
| 2023 |        |        |          |                |                                    |                           |         |         |        |                      |                                                  |             |                                |                                               |        |